# Telti
Telti è un comune italiano di 2 248 abitanti della provincia della Gallura Nord-Est Sardegna. 

## Geografia fisica

### Territorio
Telti si trova a circa 15 km nell'entroterra di Olbia, nella regione storico-geografica della Gallura. Una piccola porzione di territorio però ricade in quel territorio che era chiamato Silvas de Intro, baronia che in epoca spagnola ricadeva nell'Encotrada del Monteacuto. Trattasi del lembo di terra al confine con Calangianus e Monti, tra cui la parte di territorio presa a quest'ultimo comune a seguito dell'autonomia, posta al di sotto del fiume Tarone, dove insistono i terreni di Pedra Majore, Sa reina, Ispadulatzu, Andrieddu, Sos lacheddos, Monte furcadu, S'orriu, Tzirulia, Serra Ozastru, Su frassu, Campu de figu, Cari-canu. Tale parte del territorio è dunque riconducibile alla regione storica del Monteacuto. Stessa cosa si può dire per la parte più sud-orientale del territorio comunale, al di sotto del Riu La fraicata, territorio in cui vertono le località di Aradena, Tzochita, Su canale, Monte Sa piana, Sa pianedda, Pedru Nieddu, Sa prijone de Siana. Tutte zone di Silvas de intro e dunque appartenenti alla regione storica del Monteacuto

## Origini del nome
Il toponimo attuale è espresso in dialetto gallurese, ma deriva dall'originario "Tertis" espresso in lingua sarda, conosciuto in tale forma fin dal medioevo.

## Storia
Situata nei luoghi in cui nacque la romana Tertium, dalla quale prende il nome, divenne centro romano di modesta entità, vivendo della luce riflessa dell'importante porto di Olbia.
Nel medioevo l'attuale territorio teltese era diviso tra il Giudicato di Gallura e il Giudicato di Torres. Il limite tra i due stati era il fiume Tarone, che durante il suo corso cambia nome in Riu Tzirulia, Riu de Sa fraigada, fino a congiungersi con il Riu de Enas. Allora il corso d'acqua aveva invece un'unica denominazione - Riu de Badu de traos - che conservava lungo tutto il suo tragito, dalle sorgenti in località Serra de picu cotu, nella catena del Limbara, fino alla sua confluenza col Riu de Enas, fungendo appunto da confine naturale tra i due giudicati.
Villa tercis ebbe una certa importanza in quel preciso periodo storico. Fu l'unico centro abitato di rilievo, al pari di Civita e Bidda mazore (Villa mayor) della curatoria di Fundu de monte. Successivamente fu completamente abbandonata forse a causa delle continue scorrerie dei saraceni.
Il 15 febbraio 1412 la località Badu de Tertis viene menzionata nell'atto di concessione del territorio di Monti al vassallo sassarese Pietro de Fenu. Il toponimo indica il confine estremo del territorio concesso in alloddio ed è appartenente all'Encontrada del Monteacuto. È in questo preciso punto che nascerà il primo insediamento moderno verso la fine del 1700. Badu de Tercis è citato anche nell'atto di definizione dei confini tra Gallura e Montacuto, stipulato a Tempio il 4 maggio 1547. In tale documento il sito è chiamato anche Badu de carru, toponimo diffusissimo in tutta la Sardegna stante ad indicare i guadi carrabili.
Quasi tre secoli dopo, grazie alla delimitazione della vidazzone di Tertis, nacque il paese attuale, più ad oriente dell'originario Badu de Tertis, attorno alle due chiese campestri esistenti di Santa Vittoria e Santa Anatolia. Probabilmente negli stessi luoghi in cui esisteva Villa Tercis. Luogo attraversato allora dalla strada da Tempio a Posada che ne favorì il popolamento. Tale arteria continuava poi per la località Sas terras bonas de Aradena e proseguiva da lì per Enas. 
Nella relazione del 1769 di Mameli de Olmedilla, il piccolo stazzo viene ancora menzionato con il nome e l'originaria localizzazione di Badu de Tertis, e indicata tra quelli ripopolati all'interno della Baronia di Silvas de Intro, appartenente alla Encontrada del Monteacuto. In quel periodo Silvas de intro vede infatti il continuo tentativo di popolamento incentivato dai signori spagnoli fin dal secolo prima mediante l'arrendamento del territorio a signorotti locali. Nel 1603 la zona fu concessa al popolato di Pattada, dopo circa un decennio passò a Berchidda, nel 1634 - non avendo queste comunità provveduto all'auspicato ripopolamento - fu concessa a Calangianus. Da quel momento si sviluppò una progressiva colonizzazione di alcuni terreni circostanti da parte di coloni galluresi: Nurvara, Baratu, e appunto Badu de Tertis. Non senza contrasti con le popolazioni vicine: molteplici furono gli screzi reciproci - che spesso portavano ad atti criminali - tra i galluresi e gli abitanti della vicina Monti, più raramente con pastori e contadini berchiddesi. 
Nel 1769 il Mameli rilevò per Badu de Telti i seguenti primi abitatori: Pedru Fiore, Pedru De Muru, Giuanne Maludrotu e Pedru Mannu, più il figlio e il genero di quest'ultimo che però non erano più residenti in quanto accusati di omicidio e dunque irreperibili. Tutti originari dell'Alta Gallura.
Nell'Ottocento si ricorda a Telti la presenza di uno dei più noti e sanguinari banditi che la Sardegna abbia mai conosciuto: Laicu Fresi Roglia. Diventato bandito per un'ingiustizia subita, riuscì diverse volte a sfuggire alle forze dell'ordine da cui era ricercato, finché morì a causa del tradimento di un suo conoscente che lo consegnò alla giustizia. Il suo corpo venne trovato semi bruciato in una spiaggia di Olbia. Nel Novecento Telti divenne un comune, ottenendo l'autonomia da Tempio Pausania nel 1963.

## Monumenti e luoghi d'interesse
- Nuraghe Lu Naracu

### Simboli
Lo stemma e il gonfalone del comune di Telti sono stati concessi con decreto del presidente della Repubblica del 17 aprile 1980.
Il gonfalone è un drappo troncato di azzurro e di bianco.

## Società

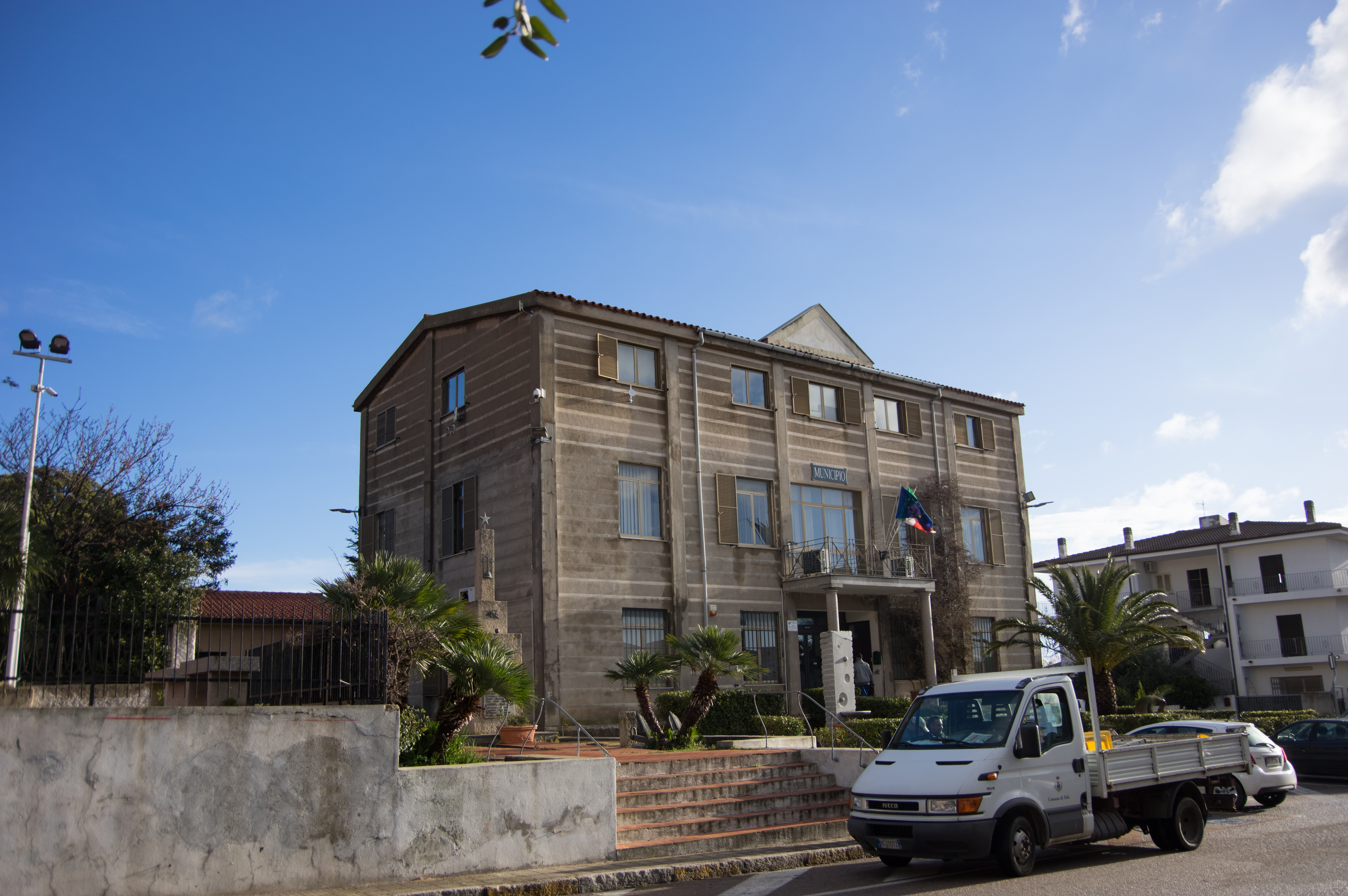
Il municipio

### Evoluzione demografica
Abitanti censiti

### Etnie e minoranze straniere
Secondo i dati ISTAT al 31 dicembre 2010 la popolazione straniera residente era di 131 persone. Le nazionalità maggiormente rappresentate in base alla loro percentuale sul totale della popolazione residente erano:
- Romania 71 3,20%

### Lingua e dialetti

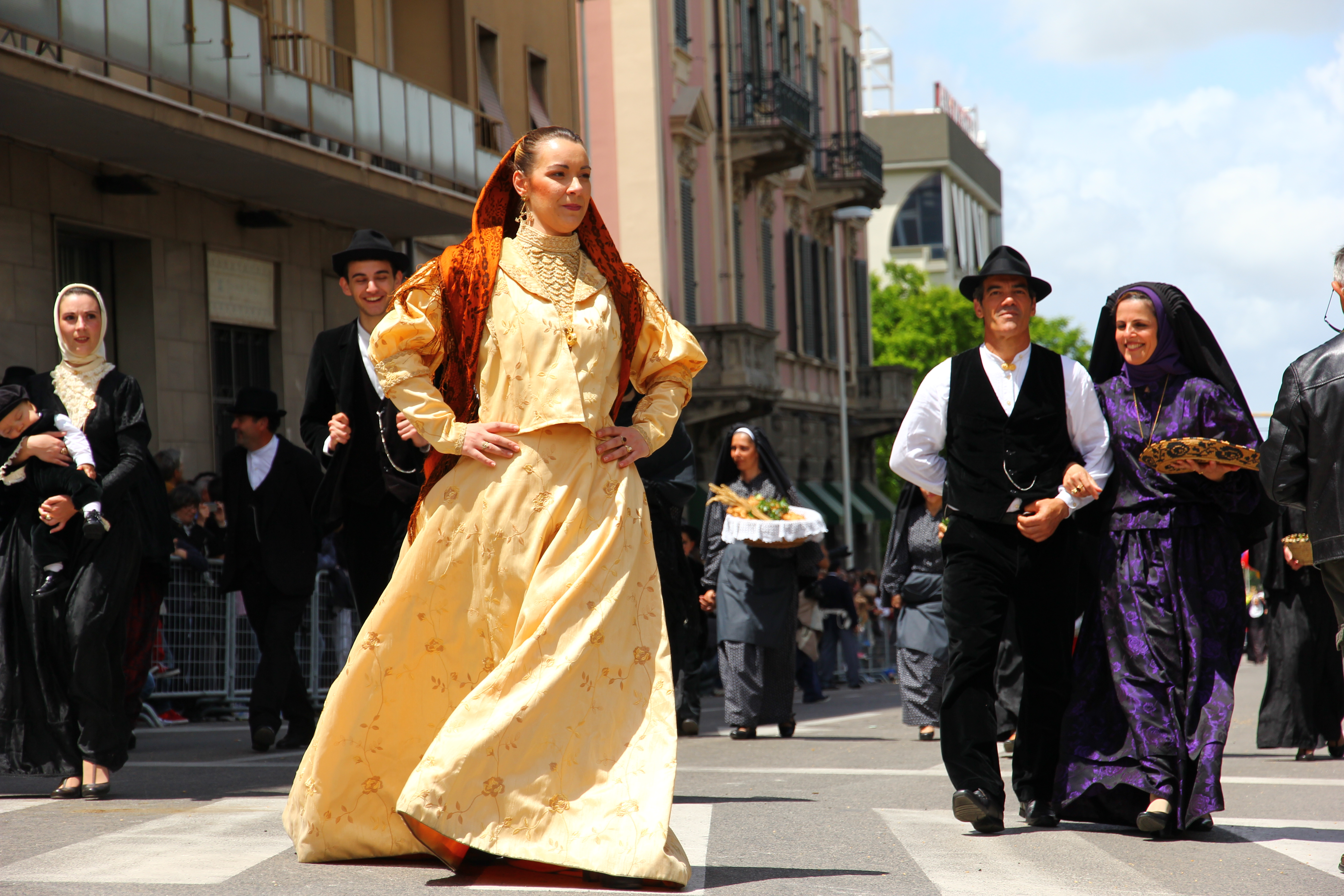
Costume tradizionale di Telti

Il dialetto parlato a Telti è il gallurese. Idioma con cui viene espressa buona parte della toponomastica. Fatta eccezione per la parte meridionale del territorio comunale, facente parte della regione storica del Monteacuto, dove ancora oggi i nomi di luogo sono espressi prevalentemente in lingua sarda

## Amministrazione
| Periodo          | Periodo          | Primo cittadino             | Partito                       | Carica      | Note                                             |
| ---------------- | ---------------- | --------------------------- | ----------------------------- | ----------- | ------------------------------------------------ |
| 23 aprile 1995   | 27 aprile 1997   | Bruno Salvatore Decandia    | centro                        | Sindaco     | [ 5 ]                                            |
| 27 aprile 1997   | 13 maggio 2001   | Gian Franco Pinducciu       | lista civica                  | Sindaco     | [ 6 ]                                            |
| 13 maggio 2001   | 28 maggio 2006   | Gian Franco Pinducciu       | lista civica                  | Sindaco     | [ 7 ]                                            |
| 28 maggio 2006   | 15 maggio 2011   | Matteo Sanna                | lista civica                  | Sindaco     | [ 8 ]                                            |
| 15 maggio 2011   | 5 giugno 2016    | Gian Franco Pinducciu       | lista civica "Per Telti"      | Sindaco     | [ 9 ]                                            |
| 6 giugno 2016    | 1º novembre 2020 | Gian Franco Pinducciu       | lista civica "Progetto Telti" | Sindaco     | [ 10 ] [ 11 ]                                    |
| 1º novembre 2020 | 11 ottobre 2021  | Piera Azzena                | lista civica "Progetto Telti" | Vicesindaco | vicesindaco reggente dopo il decesso del sindaco |
| 11 ottobre 2021  | in carica        | Domenico Vittorio Pinducciu | lista civica "Viva Telti"     | Sindaco     | [ 12 ]                                           |